# Chiridopsis opposita
Chiridopsis opposita (лат.) — вид жуков щитоносок (Cassidini) из семейства листоедов. Африка: Гана, Гвинея, Либерия, Берег Слоновой Кости, Нигерия, Сенегал.
Тело овальной формы, уплощённое, желтоватого цвета с чёрными полосами на дорсальной стороне тела. Голова сверху не видна, так как прикрыта переднеспинкой.
Растительноядная группа, питаются растениями различных видов, в том числе из семейства Вьюнковые (Convolvulaceae): Merremia hederacea
.